# Trachelas
Genre
Trachelas est un genre d'araignées aranéomorphes de la famille des Trachelidae.

## Distribution
Les espèces de ce genre se rencontrent en Amérique, en Afrique, en Asie et en Europe.

## Liste des espèces
Selon World Spider Catalog (version 26, 10/08/2025) :
- Trachelas alticola Hu, 2001
- Trachelas anomalus (Taczanowski, 1874)
- Trachelas barroanus Chamberlin, 1925
- Trachelas bicolor Keyserling, 1887
- Trachelas bispinosus F. O. Pickard-Cambridge, 1899
- Trachelas bomiensis Jin & Mi, 2024
- Trachelas borinquensis Gertsch, 1942
- Trachelas brachialis Jin, Yin & Zhang, 2017
- Trachelas bravidus Chickering, 1973
- Trachelas bulbosus F. O. Pickard-Cambridge, 1899
- Trachelas cadulus Chickering, 1973
- Trachelas cambridgei Kraus, 1955
- Trachelas canariensis Wunderlich, 1987
- Trachelas chamoli Quasin, Siliwal & Uniyal, 2018
- Trachelas chubbi Lessert, 1921
- Trachelas contractus Platnick & Shadab, 1974
- Trachelas costatus O. Pickard-Cambridge, 1885
- Trachelas crassus Rivera-Quiroz & Álvarez-Padilla, 2015
- Trachelas crewsae Marusik & Fomichev, 2020
- Trachelas daubei Schmidt, 1971
- Trachelas depressus Platnick & Shadab, 1974
- Trachelas devi Biswas & Raychaudhuri, 2000
- Trachelas digitus Platnick & Shadab, 1974
- Trachelas dilatus Platnick & Shadab, 1974
- Trachelas ductonuda Rivera-Quiroz & Álvarez-Padilla, 2015
- Trachelas ecudobus Chickering, 1973
- Trachelas erectus Platnick & Shadab, 1974
- Trachelas falsus Haddad & Lyle, 2025
- Trachelas fanjingshan Zhang, Fu & Zhu, 2009
- Trachelas fasciae Zhang, Fu & Zhu, 2009
- Trachelas femoralis Simon, 1898
- Trachelas fuscus Platnick & Shadab, 1974
- Trachelas gaoligongensis Jin, Yin & Zhang, 2017
- Trachelas giganteus Platnick & Shadab, 1974
- Trachelas gigapophysis Jin, Yin & Zhang, 2017
- Trachelas hamatus Platnick & Shadab, 1974
- Trachelas hassleri Gertsch, 1942
- Trachelas himalayensis Biswas, 1993
- Trachelas huachucanus Gertsch, 1942
- Trachelas humus Haddad & Lyle, 2025
- Trachelas inclinatus Platnick & Shadab, 1974
- Trachelas jamaicensis Gertsch, 1942
- Trachelas japonicus Bösenberg & Strand, 1906
- Trachelas kavanaughi Tang, Yan, Zhao & Peng, 2024
- Trachelas lanceolatus F. O. Pickard-Cambridge, 1899
- Trachelas latus Platnick & Shadab, 1974
- Trachelas leggi Haddad & Lyle, 2025
- Trachelas longinquus Haddad & Lyle, 2025
- Trachelas mexicanus Banks, 1898
- Trachelas minor O. Pickard-Cambridge, 1872
- Trachelas mombachensis Leister & Miller, 2015
- Trachelas mulcetus Chickering, 1973
- Trachelas nanyueensis Yin, 2012
- Trachelas niger Mello-Leitão, 1922
- Trachelas nigrifemur Mello-Leitão, 1941
- Trachelas oculus Platnick & Shadab, 1974
- Trachelas odoreus Rivera-Quiroz & Álvarez-Padilla, 2015
- Trachelas oreophilus Simon, 1906
- Trachelas organatus Platnick & Shadab, 1974
- Trachelas pacificus Chamberlin & Ivie, 1935
- Trachelas panamanus Chickering, 1937
- Trachelas parallelus Platnick & Shadab, 1974
- Trachelas planus Platnick & Shadab, 1974
- Trachelas prominens Platnick & Shadab, 1974
- Trachelas pusillus Lessert, 1923
- Trachelas quadridens Kraus, 1955
- Trachelas quisquiliarum Simon, 1906
- Trachelas robustus Keyserling, 1891
- Trachelas rotundus Platnick & Shadab, 1974
- Trachelas rugosus Keyserling, 1891
- Trachelas russellsmithi Haddad & Lyle, 2025
- Trachelas santaemartae Schmidt, 1971
- Trachelas scutatus Haddad & Lyle, 2025
- Trachelas shilinensis Jin, Yin & Zhang, 2017
- Trachelas similis F. O. Pickard-Cambridge, 1899
- Trachelas sinensis Chen, Peng & Zhao, 1995
- Trachelas sinuosus Platnick & Shadab, 1974
- Trachelas smithi Haddad & Lyle, 2025
- Trachelas speciosus Banks, 1898
- Trachelas spicus Platnick & Shadab, 1974
- Trachelas spinulatus F. O. Pickard-Cambridge, 1899
- Trachelas spirifer F. O. Pickard-Cambridge, 1899
- Trachelas submissus Gertsch, 1942
- Trachelas sylvae Caporiacco, 1949
- Trachelas tanasevitchi Marusik & Kovblyuk, 2010
- Trachelas tomaculus Platnick & Shadab, 1974
- Trachelas tranquillus (Hentz, 1847)
- Trachelas transversus F. O. Pickard-Cambridge, 1899
- Trachelas triangulus Platnick & Shadab, 1974
- Trachelas tridentatus Mello-Leitão, 1947
- Trachelas trifidus Platnick & Shadab, 1974
- Trachelas truncatulus F. O. Pickard-Cambridge, 1899
- Trachelas uniaculeatus Schmidt, 1956
- Trachelas ventriosus Tang, Yan, Zhao & Peng, 2024
- Trachelas vitiosus Keyserling, 1891
- Trachelas volutus Gertsch, 1935
- Trachelas vulcani Simon, 1896
- Trachelas zhui Li, Wang, Zhang & Chen, 2019

Selon World Spider Catalog (version 23.5, 2023) :
- † Trachelas poinari Penney, 2001

## Systématique et taxinomie
Ce genre a été décrit par O. Pickard-Cambridge en 1872. Il est placé dans les Trachelidae par Ramírez en 2014.

## Publication originale
- O. Pickard-Cambridge, 1872 : « General list of the spiders of Palestine and Syria, with descriptions of numerous new species, and characters of two new genera. » Proceedings of the Zoological Society of London, vol. 1871, p. 212-354 (texte intégral).